# Пападжанов Михайло Іванович
Михайло Іванович Пападжанов варіант написання Мікаел Ованесович Пападжанян (7 вересня 1868 , Єреван, Кавказьке намісництво  — 1929 , Тифліс ) — присяжний повірений, депутат Державної думи IV скликання від Бакинської, Єлизаветпольської та Еріванської губерній.

## Біографія
За національністю вірменин. З дворян Еріванської губернії. Випускник 1-ї Тифліської гімназії. У 1890 закінчив юридичний факультет Новоросійського університету. Протягом приблизно року працював у Тифліському окружному суді. Надалі став присяжним повіреним; займався адвокатською практикою в Ерівані, Олександрополі та Тифлісі. Обраний гласним Олександропольської міської думи. З 1899 проживав у Баку; служив присяжним повіреним у Бакинському окружному суді. Обіймав низку громадських посад: голова Бакинського комітету присяжних повірених, голова Опікунської ради вірменських шкіл у Баку та шкіл Вірменського людинолюбного товариства (перший Католикос усіх вірмен). У 1907 році одружився зі спадкоємицею нафтових копалень.
У квітні 1912, за даними російської поліції, був членом Східного Бюро партії «Дашнакцутюн», у цій ролі вів переговори з П. М. Мілюковим. Незабаром після цих переговорів Пападжанов виїхав до Константинополя, де провів численні наради з вірменськими суспільно-політичними діячами, як передбачається, для того, щоб змінити позицію партії Дашнакцутюн по відношенню до Російської імперії.
20 жовтня 1912 р. обраний до Державної думи IV скликання від загального складу виборців трьох закавказьких губерній. Приступив до участі у думських засіданнях 23 січня 1913 року. Передбачається, що приїхати на початок 1-ї сесії (а саме до 15 () Пападжанов не зміг через хворобу, проте відомо, що наприкінці 1912 року Пападжанов разом з Миколою Адонцем все ще перебував у Константинополі. Увійшов до складу Конституційно-демократичної фракції. Складався членом багатьох думських комісій: за народною освітою, земельною, продовольчою, за запитами, у напрямку законодавчих пропозицій, про заміну сервітутів, про обов'язкове право, у військових та морських справах. У продовольчій комісії з другої половини 1-ї сесії товариш секретаря. 20 липня 1915 року виступив із трибуни Державної Думи з повідомленням про звірства, що чиняться над вірменами на території Туреччини. Входив до складу Прогресивного блоку Думи.
Активний учасник Лютневої революції. З 27 лютого 1917 року призначений Тимчасовим комітетом Державної думи до осіб «для реєстрації опитування, затримання чи звільнення», обраний головою Комісії для прийняття затриманих військових і вищих цивільних чинів. С. П. Мансирєв згадував:
Пошёл в финансовую комиссию — там восседают М. Караулов, М. Пападжанов и М. Аджемов: заняты приёмом поминутно приводимых солдатами арестованных, опросом их, снятием показаний с приведших и — безапелляционными распоряжениями о дальнейшем: отпустить или заключить под стражу.
Організатор та учасник Нижчої слідчої комісії. Мав залишити її, оскільки був відряджений на Кавказ. Починаючи з 9 березня 1917 року комісар ТКДД та Тимчасового уряду в Особливому Закавказькому комітеті. Підтримував колегіальність у діяльності комітету, принципи рівного партійного та національного представництва у його складі. У вересні 1917 року брав участь в Установчому з'їзді Вірменської народної партії, став одним із її керівників. З червня 1917 багаторазово намагався відмовитися від повноважень комісара Тимчасового уряду, але керівництво Вірменської народної партії чинило опір заміні Пападжанова, вважаючи його «найкомпетентнішою і найавторитетнішою особою». 12 жовтня 1917 року все ж таки відмовився від членства в Особливому Закавказькому комітеті. Був членом Закавказького комісаріату.
4 червня 1918 року підписав Батумський договір «про мир і дружбу» з урядом Османської імперії від імені Республіки Вірменія. У грудні 1918 р. брав участь у переговорах з Грузинським урядом у Тифлісі для врегулювання вірмено-грузинського конфлікту. У січні 1919 вів переговори в Баку з головою уряду Ханом-Хойським про участь представників вірменської громади в уряді та парламенті та з главою англійського експедиційного корпусу генералом Вільямом М. Томсоном. У лютому 1919 виїхав на Паризьку мирну конференцію у складі делегації Республіки Вірменії. У Парижі в липні 1919 року редагував спільно Г. Норатункяном «Проект про допомогу», згідно з яким Республіка Вірменія повинна була перебувати під 10-річним мандатом США. У 1920 на Другому національному конгресі західних вірмен була прийнята резолюція за проектом, складеним Пападжановим.
У 1925 році в Парижі був кандидатом у масонську ложу. Член Об'єднання російських адвокатів у Франції.
В 1929 році був направлений його партією в Радянський Союз для того, щоб обговорити з урядом Радянської Вірменії проблему відновлення зв'язків між східними і західними вірменами[джерело?]. Помер під час цієї поїздки, за одними відомостями в Тифлісі[джерело?], за іншими в Єревані.
У 1930 році Об'єднання російських адвокатів у Франції провело вечір пам'яті Пападжанова.

### Рекомендовані джерела
- Некролог // Останні новини, Париж, 19 січня 1930 № 3224.
- Некролог // Кермо, Берлін, 8 січня 1930 № 2771.
- Миколаїв А. Б. Комісари Тимчасового комітету Державної думи (лютий — березень 1917): персональний склад // З глибини часів. СПб., 1995. № 5;
- Chalabian Antranig. General Andranik and the Armenian Revolutionary Movement — Page 583

#### Архіви
- Російський державний історичний архів. Фонд 1278. Опис 9. Справа 591; Опис 21. Справа 103.